# Małgorzata Łabęcka-Koecherowa
Małgorzata Łabęcka-Koecherowa (ur. 28 września 1917 w Bronicach w gminie Nałęczów, zm. 11 lipca 2011 w Warszawie) – polska tłumaczka literatury tureckiej i autorka prac teoretycznych z teatrologii i religioznawstwa.

## Życiorys
Pochodziła z rodziny ziemiańskiej Wołk-Łaniewskich herbu Korczak, która miała rodowód ruski. W końcu XVI w. bojar Maksym Wołk otrzymał polskie szlachectwo od króla Zygmunta III, w następnych wiekach Wołk-Łaniewscy posiadali starostwo niegrodowe w Grabowcu w ziemi chełmskiej. Jej rodzice posiadali folwarki Bronice, Łopatki i Drzewce w okolicach Lublina. Od lat 60. używała nazwiska Łabęcka-Koecherowa: jest to zbitka nazwisk po pierwszym mężu, Łabęckim, oficerze AK, poległym w okresie okupacji hitlerowskiej, i drugim mężu, aktorze i reżyserze Janie Koecherze.
Studiowała orientalistykę na Uniwersytecie Warszawskim, ukończyła także Instytut Wschodni w Warszawie. W latach 1938–1939 pracowała jako urzędniczka w placówce polskiej Izby Rozrachunkowej w Turcji. Po II wojnie światowej była m.in. redaktorką Polskiego Radia w Warszawie.
Tłumaczyła na polski m.in. poezję Nâzıma Hikmeta, Hafiza i Yunusa Emre. W 1977 opublikowano zbiór legend tureckich Synowie Bozkurta w jej przekładzie. Ważne miejsce w twórczości Łabęckiej-Koecherowej zajmują prace teoretyczne z tradycji teatru orientalnego i szamanizmu. W 1998 ukazała się jej monografia Mitologia ludów tureckich. Przez wiele lat prowadziła dział literatury pięknej w redakcji „Przeglądu Orientalistycznego”. Była członkiem Związku Literatów Polskich i Stowarzyszenia Pisarzy Polskich.